# Ỷ Lan
Ỷ Lan (倚蘭; „ona koja se oslanja na orhideju”; Thổ Lỗi, ? — Hanoi, 25. srpnja 1117.) bila je carica majka dinastije Lý te regentica Vijetnama. Poznata je i kao Carica majka Linh Nhân (Linh Nhân thái hậu; 靈仁太后). Nepoznato je kada je rođena.
Njezin ljubavnik je bio Lý Thánh Tông, car Vijetnama, koji je započeo romantičnu vezu s njom godine 1063. Njihov je stariji sin bio car Lý Nhân Tông, očev nasljednik (umro 1127.). Mlađi sin Ỷ Lan bio je princ Minh Nhân. Budući da je bila budistica te da je promovirala budizam, podanici su ju zvali Quan Âm (Guanyin), što je ime „božice milosti”. Postumno ime Ỷ Lan je Phù thánh linh nhân hoàng thái hậu (扶聖靈仁皇太后) te je pokopana u „carskoj grobnici” Thọ Lăng.